# Генеральный план далеков
Генеральный план далеков (англ. The Daleks' Master Plan) — двадцать первая серия британского научно-фантастического телесериала «Доктор Кто», состоящая из двенадцати эпизодов, которые были показаны в период с 13 ноября 1965 по 29 января 1966 года. Три эпизода сохранились в архивах Би-би-си, а остальные девять были утрачены и доступны лишь в виде реконструкций.

## Синопсис
Доктору предстоит пролететь через всю вселенную, чтобы остановить план Далеков

## Сюжет
Через шесть месяцев после событий "Миссии в неизвестное" ТАРДИС приземляется на планете Кимбел, и Доктор отправляется на поиски медикаментов для Стивена, оставив его с троянской служанкой Катариной. Тем временем, космический агент Брет Вейон, на планете пытается выяснить, что случилось с агентом Марком Кори. После не очень мирной встречи с экипажем ТАРДИС, в течение которой он под прицелом требует вывоза с планеты, он лечит Стивена и соглашается работать с ними, чтобы предупредить Землю об атаке на Солнечную систему альянса, возглавляемого далеками. Часть этого альянса - предатель Мавик Чен, Страж Земли, который добыл минерал терраниум, часть оружия далеков, Деструктор времени. Доктору удается выкрасть терраниум, выдав себя за другого делегата, и он вместе с компаньонами и Бретом сбегает на корабле Чена, который называется Спар.
Далеки заставляют Спар разбиться на Десперусе, планете-тюрьме, где заключенные предоставлены сами себе. Доктору удается починить корабль, и они взлетают, но один из преступников по имени Кирксен пробирается на борт и после взлета захватывает Катарину в заложники в шлюзе. Он требует отправиться на Кимбел, иначе он убьет Катарину, но та жертвует собой, открыв шлюз и выбрасывая себя и его в открытый космос. Оплакав потерю, команда прибывает на Землю и встречается с контактом Вайона, но тот оказывается в союзе с Ченом. Тут же агент Сара Кингдом убивает Брета (который, как позже выясняется, её брат). Она преследует героев до лаборатории, где случайно вместе с ними телепортируется на Майру, планету населенную визианцами, дикими невидимыми существами, с которыми они входят в нелегкий союз. Чен делает вид, что все так и планировалось и говорит далекам забрать Доктора и терраниум оттуда. Но визианцы атакуют их, так что Доктор, Стивен и Сара крадут корабль далеков и сбегают с планеты. Но оказывается, что далеки могут управлять своим кораблем дистанционно, и сажают его на Кимбел. Но Доктор делает фальшивый терраниум и отдает его далекам, прежде чем сбежать с Кимбела.
Герои получают передышку, приземлившись около полицейского участка в 1960 году в Англии, затем в Голливуде, а затем празднуют Рождество, и Доктор поздравляет зрителей, желая счастливого Рождества.
Затем ТАРДИС приземляется на вулканической планете, где Доктор встречается со своим старым врагом, Монахом, который ломает замок ТАРДИС в отместку за саботаж его корабля. Троица все же улетает и приземляется в Древнем Египте, чтобы починить ТАРДИС. Монах следует за ними, как и Мавик Чен, обнаруживший подделку терраниума. Монаха, Сару и Стивена захватывают в заложники и вынуждают Доктора обменять пленников на настоящий терраниумный сердечник. Зная, что далеки продолжат своё вторжение, Доктор крадет контроллер управления из ТАРДИС Монаха, так что они возвращаются на Кимбел чтобы остановить далеков. Тем временем Монах приземляется на пустынной ледяной планете и понимает, что он больше не может управлять пунктом назначения ТАРДИС.
Из-за разности моделей, контроллер сгорает, но переносит героев на Кимбел. Они обнаруживают, что далеки предали союзников и закрыли их представителей в камере. Они спешно улетают, чтобы предупредить правительства о союзе против далеков. Корабль Чена взрывается при взлете. Стивен и Сара находят подземную базу далеков, но их ловит и держит на мушке подстроивший свою смерть Чен. Он отводит их в центр управления и пытается провозгласить себя лидером далеков, но те убивают его.
Доктор активирует деструктор, который заставляет все вещи в радиусе действия стареть. Стивен добирается до ТАРДИС, но Доктор и Сара попадают под его воздействие и не могут выбраться. Сара стареет до смерти и превращается в прах в нескольких метрах до ТАРДИС. Стивен помогает Доктору вернуться внутрь, они возвращаются к оригинальному возрасту. Далеки пытаются уничтожить Деструктор, но тот разгоняется на полную и уничтожает жизнь на планете вместе с далеками. Стивен сбит с толку смертями Брета, Катарины и Сары.

## Трансляции и отзывы
| Эпизод                  | Дата показа     | Продолжительность | Телезрители (в миллионах) | Archive                            |
| ----------------------- | --------------- | ----------------- | ------------------------- | ---------------------------------- |
| «Кошмар начинается»     | 13 ноября 1965  | 22:55             | 9.1                       | Only stills and/or fragments exist |
| «День апокалипсиса»     | 20 ноября 1965  | 24:25             | 9.8                       | 16mm t/r                           |
| «Планета дьявола»       | 27 ноября 1965  | 24:30             | 10.3                      | Only stills and/or fragments exist |
| «Предатели»             | 4 декабря 1965  | 24:42             | 9.5                       | Only stills and/or fragments exist |
| «Встречный заговор»     | 11 декабря 1965 | 24:03             | 9.9                       | 16mm t/r                           |
| «Корона Солнца»         | 18 декабря 1965 | 24:45             | 9.1                       | Only stills and/or fragments exist |
| «Торжество Стивена»     | 25 декабря 1965 | 24:36             | 7.9                       | Only stills and/or fragments exist |
| «Вулкан»                | 1 января 1966   | 24:42             | 9.6                       | Only stills and/or fragments exist |
| «Золотая смерть»        | 8 января 1966   | 24:38             | 9.2                       | Only stills and/or fragments exist |
| «Переключатель побега»  | 15 января 1966  | 23:37             | 9.5                       | 16mm t/r                           |
| «Потерянная планета»    | 22 января 1966  | 24:34             | 9.8                       | Only stills and/or fragments exist |
| «Разрушение времени»    | 29 января 1966  | 23:31             | 8.6                       | Only stills and/or fragments exist |
| [ 1 ] [ 2 ] [ 3 ] [ 4 ] |                 |                   |                           |                                    |